# Lygocoris neglectus
Lygocoris neglectus är en insektsart som först beskrevs av Knight 1917.  Lygocoris neglectus ingår i släktet Lygocoris och familjen ängsskinnbaggar. Inga underarter finns listade i Catalogue of Life.